# Fionnula Flanagan
Fionnula Flanagan (Dublin, 10 de dezembro de 1941) é uma atriz irlandesa, mais conhecida pelo papel na série Lost, onde interpretou a personagem Eloise Hawking. Já apareceu em algumas séries de televisão, como Law & Order: Special Victims Unit e Brotherhood. Participou do filme Os Outros, em 2001, e Transamérica, em 2005. Em 1974, foi indicada para o Tony Award, pelo seu trabalho na peça de teatro Ulysses in Nighttown. Ganhou um Emmy em 1976 por seu personagem coadjuvante na minissérie Rich Man, Poor Man.
Também participou de Pequeno Segredo, filme escolhido para representar o Brasil no Oscar 2017.
Cresceu em Dublin e foi treinada pelo Teatro Abbey. Trabalhou na Suécia antes de se mudar para Los Angeles, onde mora atualmente.